# 変身忍者嵐 (漫画)
『変身忍者嵐』（へんしんにんじゃあらし）は、日本の漫画。本項では、大都社版コミックスを元に、
- 原作者・石ノ森章太郎（当時は石森章太郎）の作品
  - 『変身忍者嵐』（『週刊少年マガジン』連載）全2巻
  - 『新・変身忍者嵐』（『希望の友』連載）全1巻
- 石川賢による作品
  - 『変身忍者嵐外伝』（『冒険王』連載）全2巻
- にわのまことによる作品
  - 『変身忍者 嵐Χ（カイ）』（『コミック乱』連載中）

の4作を扱う。なお、同タイトルの特撮テレビ番組については『変身忍者 嵐』、大賀浅木＆井沢ひろしの漫画については『変身忍者嵐 SHADOW STORM』を参照。

## 共通設定
江戸時代を舞台にした忍者作品。主人公はハヤテという青年で、嵐という鳥人に変身（化身）する。
ハヤテの協力者には、名張のタツマキ（名張の竜巻）、その子供であるカスミとツムジ姉弟の伊賀忍者の親子がいる。
敵は血車党（ちぐるまとう）という忍者集団で、ハヤテ（嵐）と同じ変身（化身）能力を持つ。首領は血車魔神斎、幹部（副首領）は骸骨丸（がいこつ丸、ガイコツ丸とも表記）。
テレビ版は『仮面ライダー』の時代劇版を目指して製作されたが、本コミック版は、刀や斧などの武器を手にしており、首が切り落とされるシーンなども多く、よりスプラッター描写の多い作品となっている。

## 石森章太郎版
敵は血車党のみであり、テレビ版の西洋妖怪は登場しない。タツマキ親子は途中で退場し、ハヤテの一人旅になる。
エピソードはテレビ版とは異なる独自のものであり『変身～』『新～』も違う内容となっている。嵐の姿で止めを刺さない、あるいは嵐に変身しないエピソードも存在し最終回もテレビ版と異なっており2作それぞれのどんでん返しが用意されている。
書籍『変身ヒーロー大全集』では、石ノ森による2誌での連載は『仮面ライダー』に続くヒットを見込んでのものと推測されている。

### 変身忍者嵐
『週刊少年マガジン』1972年10号から41号に連載された。全12話。単行本は朝日ソノラマサンワイドコミックス版、大都社STコミックス、秋田書店秋田文庫版が存在する。
第1話は読み切りとして掲載され、『別冊少年マガジン』'72年春の特大号にも読み切りが掲載された。
基本的に一話完結であるが、梅雨道軒、李徴子の妻子のようにエピソードをまたいで登場するキャラクターがレギュラー以外にもいる。化身忍者の姿は、テレビ版のような獣人タイプの他、動物そのものの外見に変身する者もいる（ゾウ、トラなど）。また、骸骨丸は本作では骨餓身丸（）という名称で、そのどちらとも違うタイプに化身している。
後年のインタビューで石ノ森は、自身が手掛けた時代劇作品の中でも本作品の嵐が登場しない部分をたいへん気に入っており、嵐を出さなくてはならない状況に苦しんでいたことを述べている。

#### 特筆するエピソード、最終回
以下、モデルのあるエピソードや、時系列の書かれているエピソード、最終回などについて。
第2話
鍋島の猫騒動（1607年）がモデル。鍋島直茂（1538年 - 1618年）も登場。
第3話
葛の葉がモデル。
第8話
1660年（万治3年）の大阪城が舞台。
第2話とは53年の時間差がある。
第9話
李徴子は中島敦の『山月記』がモデル。
李徴子の出自に絡み、鄭芝竜（1604年 - 1661年）の名前が出てくる。
第11話
骨餓身丸の過去と、その最期が描かれる。照手姫の名が登場する。
第1話に登場し、以後長らく出番の無かった梅雨道軒もハヤテに倒される。
第12話（最終話）
果ての無い戦いに疑問と虚無感を持ったハヤテは、ある里に辿り着く。そこには犬丸を始めオオカミに変身する大勢の子供たちと、血車魔神斎がいた。ハヤテは全てを斬るが、魔神斎はハヤテの父、鬼十だった。
鬼十は、かつて本物の魔神斎を斬ったが、負傷で記憶を失い、以後は魔神斎として生きてきたのだった。ハヤテは、残った女たち（魔神斎＝鬼十の妻たち）により「親殺し」「兄弟殺し」と罵られる。ハヤテは犬丸がそのことを自分に伝えようとしていたと知るも時既に遅く、血を分けた父や兄弟たちをこの手で皆殺しにしてしまった事実に慟哭、絶叫した場面で物語の幕は閉じる。

#### サブタイトル
1. 化身忍群、闇に踊る
2. 青い猫の夜
3. 白い狐、枯れ野を走る
4. 視よ 蒼ざめたる馬 その名は死
5. 地の底で黄金の牛が鳴く
6. 蜜蜂の羽音は地獄の子守唄
7. 菩薩の牙が霧を裂く
8. 獺祭りの雷太鼓
9. 虎落笛の遠い夏
10. 呪いの孔雀曼陀羅
11. 血車がゆく、餓鬼阿弥の道
12. 犬神の里に吠える

#### 単行本
- 朝日ソノラマ（サンコミックス）全3巻[3]
  1. 1972年11月15日発行
  2. 1972年11月15日発行
  3. 1972年11月30日発行

- 朝日ソノラマ（サンワイドコミックス）全2巻
  1. 1984年10月25日発行 ISBN 4-257-96017-5
  2. 1984年11月30日発行 ISBN 4-257-96018-3

- 大都社（STコミックス）全2巻
  1. 1997年12月5日発行 ISBN 4-88653-098-2
  2. 1997年12月5日発行 ISBN 4-88653-099-0
- 秋田書店（秋田文庫）全2巻
  1. 2007年7月1日発行 ISBN 978-4253171144
  2. 2007年7月1日発行 ISBN 978-4253171151

### 新・変身忍者嵐
『希望の友』1972年4月号から1973年3月号に連載。全12話。1998年、大都社より初めて単行本化される。
一話完結。ハヤテとカスミの恋愛描写がなされる。化身忍者の姿は、テレビ版のような獣人タイプの他、雪女など動物以外に変身する者もいる。また狼男やミイラの姿をした化身忍者の登場、血車魔神斎の正体が機械仕掛けの人形、最終盤に空飛ぶ円盤が出現する等、テレビ版後半の西洋妖怪編以降の展開を彷彿とさせる設定が導入されている。

#### 特筆するエピソード、最終回
以下、モデルのあるエピソード、最終回などについて。
第7話
『堤中納言物語』の『虫愛づる姫君』がモデル（本作では「虫愛ずる姫」と表記）。
第11話
『雪女』がモデル。
第12話（最終話）
血車党（化身忍者）は宇宙人であり、化身忍者の技術は「地球人の姿に留めておく」ための技術であり人間体の方が変身後の姿であるという事実が判明する。かつて宇宙船の事故により地球に不時着したが、血車党としての活動で確保した資材により修理が終わったため、地球を去る。
がいこつ丸（骸骨丸）は以上の真実を明かし、ハヤテにも帰郷を促す。しかしハヤテが断ったため、がいこつ丸らはハヤテを置いて帰還する。ハヤテは血車党が差し向けた血車魔神斎を倒すが、それはロボットにしか過ぎなかった。

#### サブタイトル
1. 嵐 見参!!
2. 河童子ものがたり
3. 化身忍者ヂグモンド
4. ガマ四次元ただいま参上!!
5. 千年杉の大鴉
6. 化身忍者また化身
7. 虫愛ずる姫
8. 血闘!!変幻狼男
9. 化身ミイラ忍者の怪
10. ムササビは夜空をとぶ
11. 雪女郎が戸をたたく夜
12. さらば変身一族

#### 単行本
- 大都社（STコミックス）全1巻
  - 1998年6月8日発行 ISBN 4-88653-105-9
- 秋田書店（秋田文庫）全1巻
  - 2007年10月1日発行 ISBN 978-4253171168

## 石川賢版
大都社版コミックスは、『変身忍者嵐』（全2巻）と、後発の『変身忍者嵐外伝』（全2巻）があるが、本項では『変身忍者嵐外伝』を元にする。第8章、第13章、第15章、第17章は原稿が紛失しており、『変身忍者嵐』には収録されていなかった。『変身忍者嵐外伝』は、全17章で構成されている。
西洋妖怪編以降のキャラクター等については、変身忍者 嵐#主な登場人物を参照。

### 変身忍者嵐外伝
『冒険王』1972年5月号から1973年3月号、1972年夏の増刊号、1972年お正月増刊号、および『別冊冒険王』1972年夏季号から1973年春季号に連載。
テレビ版に準拠した内容となっている。第3章から複数の怪人が登場するようになり、第9章以降はほぼ毎回、複数の怪人がサブタイトルに登場し、オリジナル色が出てくる。
第7章より「西洋妖怪編」に移行、第8章ではガイコツ丸（骸骨丸）が戦死する。西洋妖怪、悪魔道人、大魔王サタン、月ノ輪（フユテ）、百地三太夫、新生嵐も登場。ツムジは最終回まで登場するが、タツマキとカスミはテレビ同様、途中で退場する（第10章、百地三太夫のエピソードまで）。
終盤は簡素化されており、ハヤテの母シノブ、カゲリ、ツユハは登場しない。またTV版は潮健児演ずる中年男性イタチ小僧は第15章のみのゲスト出演で、小僧に相応しい外見になっている。
石ノ森版もスプラッター描写があるが、石川版はさらに過激な描写が多い。
掲載誌の違いにより、第16章は『別冊冒険王』、第17章は『冒険王』と最終回が2種類ある。第16章は大魔王サタンが登場せず、クンバーナと再生怪人軍団を倒して終了する、第17章の方がテレビ版に近い内容である。

#### サブタイトル
1. ネコマンダラ
2. 死人ふくろう
3. 吸血ムカデ
4. 人食いカラス
5. 顔なしカワウソとキバギツネ
6. ノミドクロ
7. ドラキュラ
8. 鬼目の幻十郎
9. オオカミ男とフランケン
10. スフィンクスとタランチュラ
11. マーダラとメドーサ
12. モズマとワーラス
13. サイレンとバラーラ
14. 月の輪の正体
15. ジャワラとインディゴ
16. 西洋怪人復活
17. 大魔王サタン

#### 単行本
- 『変身忍者嵐』秋田書店（サンデーコミックス）全2巻[4]
  1. 1972年8月15日発行
  2. 1972年12月25日発行
- 『変身忍者嵐』大都社（スターコミックス）全2巻
  1. 1986年6月30日発行 ISBN 4-88653-324-8
  2. 1986年6月30日発行 ISBN 4-88653-325-6
- 『変身忍者嵐外伝』大都社（STコミックス）全2巻
  1. 1999年12月8日 ISBN 4-88653-133-4
  2. 1999年12月8日 ISBN 4-88653-134-2

## にわのまこと版
にわのまこと作画による『変身忍者 嵐Χ』（へんしんにんじゃ あらし カイ）は、『コミック乱』（リイド社）2016年8月号より不定期連載されていた。原作を踏襲しながらも、第二次上田合戦や関ヶ原の戦いにハヤテ＝嵐をからませ、にわの独自の視点で描かれる。
『コミック乱』2018年6月号を最後に掲載が途絶えており、事実上の連載休止状態となっている。

### 登場人物

#### ハヤテと関係者
風のハヤテ
主人公。超人的な身体能力や感知能力の持ち主。冷静だが、血車党の悪事を許さない正義漢。迦楼羅印を結んで「吹けよ嵐、嵐、嵐」と唱え、風一族に伝わる愛刀「迅雷」の鍔を鳴らすことで嵐に「変身」する。
元は血車党の一員だったが、物語が始まる一年前に父・鬼十の手によって変身忍者に改造され、親子で血車党から脱走。父とはぐれ、改造手術の影響で記憶喪失のままさまよい続けていたが、半裂との戦闘中に全てを思い出す。それ以後、秀忠から預かった紫布（マフラー）の返却、化身忍者の殲滅、父を見つけ出すことを目的として行動する。
変身忍者 嵐
ハヤテが変身する、猛禽の変身忍者。従来の凶暴な化身忍者とは一線を画した、人の心を持ったまま「変身」した存在。その為、鬼十からは「(血車党から見れば) 出来損ない」と呼ばれた。
飛行能力や、迅雷による卓越した剣技を武器とする。
秘剣“影うつし”
迅雷の刀身から発せられた電光によって敵の目を眩ませ、その隙を突いて斬り捨てる必殺技。
忍法“蓬莱眼（）”
敵の気の流れを見切り、弱点を見つけ出す技。
忍法“羽根分身”
羽根を使って自らを模した分身を作り、敵を惑わす技。
忍法“羽根隠れ”
大量の羽根を撒き散らして敵の視界を遮る技。
風の鬼十
ハヤテの父親。「人間化身の法」の秘術を会得した唯一の存在であり、いわば化身忍者の生みの親。
物語が始まる一年前にハヤテを変身忍者に改造し、親子で血車党から脱走、以後行方不明となっている。

#### 徳川家と関係者
徳川秀忠
徳川陣営の主要人物。優しい人物であるが、あまり戦向きの人間ではなく、部下をまとめきれないこともある。
自身を半裂から助けて重傷を負ったハヤテに、お守り代わりの紫布で止血を施す。後にハヤテが紫布を返しに来た時は「縁の証」として授けたものだと言って受け取らなかった。
隼王（）
秀忠が騎乗する白馬。嵐が暁闇に追い詰められた際には、秀忠を放り出してまで嵐を助けに向かう。以後はハヤテが駆る。
名張のタツマキ
徳川家に仕える伊賀忍。一流の忍者であるが、化身忍者相手に戦えるほどの力は無い。
カスミ
徳川家に仕える伊賀忍の少女。タツマキの娘。ハヤテに気があるらしい。血車党下忍数人程度なら難なく蹴散らせるほどの実力者。
ツムジ
徳川家に仕える伊賀忍の少年。タツマキの息子で、カスミの弟。未熟なところがあり、口が軽かったり、血車党下忍に追い詰められたりする一方、敵方である吉継に共感しながらも私情を挟まず任務を遂行する忍らしさも持つ。
徳川家康
秀忠の父親。多少怒りっぽいところもあるが、御家存続のために自身が切腹させた長男・信康のことを思い出して涙したり、血車党に襲われて負傷したツムジに手製の傷薬を渡したりと、人情家の一面も見せる。

#### 真田家
真田信繁
真田信幸
真田昌幸
信繁・信幸の父親。自信家。真田家を存続させるため、息子たちを東西それぞれの陣営に所属させた。
ハヤテを一目見て「オモシロイ男」と評す。猿に操られ、秀忠の軍を城内を誘き寄せてから攻撃した。猿が倒された後に正気に戻り、佐助の死を悼んだ。

#### 石田陣営
石田三成
大谷吉継
三成の盟友。病によって皮膚が崩れているため、普段は覆面で目元以外の顔を隠している。視力も失われているが、その代わり「普段見えぬ物が見える」ようになり、隠れた人物を訳なく見つけ出せる。
器が大きく、自身のことを探りにきたツムジを目の前に呼び寄せて談笑する程。
小早川秀秋
石田陣営の武将だが、徳川方から破格の条件を出され、どちらにつくか迷う優柔不断な男。
稲葉正成
秀秋の家臣。三成達への対応に四苦八苦する一方、血車党との繋がりを匂わせたり、悩む秀秋を見て邪悪な笑みを浮かべたりするシーンもある。

#### 血車党
化身忍者を操る組織。この世を戦乱で満たし、化身忍者の素体となる死体を集めようと目論む。当面の目的は世界征服だが、最終目標はその更に先にあるらしい。
血車 魔神斎
血車党の首領。姿を見せず、アジトのレリーフを通して部下に指示を出す。
骨餓身丸（）
血車党の幹部。中忍。顔の左半分がミイラ化している。鬼十から継いだ術式を使い、死体から化身忍者を作り上げる。
半裂の不甲斐なさと頭の悪さに怒りを覚えるシーンもある。
他作品の骸骨丸に相当。
血車党下忍
戦闘員。黒い覆面の上に醜悪な仮面を着け、迷彩柄の忍装束を纏う。
半裂（）
山椒魚の化身忍者。下忍。強い再生力を持つ。口から噴く毒液や巨体そのものを戦力とする。背に負った箱も武器であり、相手を背中に固定する「血車忍法 箱縛り」の他、分割した箱を手足に装備して仕込み武器で攻撃することも可能。人間に化けることもできるが、頭はあまり良くない。
秀忠をさらう命を受けて襲撃するも、居合わせた嵐の攻撃を受けて逃走。その後は嵐を殺そうとするが、影うつしによって切り刻まれて敗死。
猿（）
佐助とこすけを素体とした、サルの化身忍者。怪力と刀を武器とする他、全身の体毛を「鉄の毛針」に変えて撃ち出すことができ、これによって敵を刺し殺すだけでなく、神経に針を刺すことで生きたまま操る「血車忍法“猿真似”」も可能。最大の術は、死体をゾンビ化して操る「血車密法“滅身具現（）の術”」。この術で生み出されたゾンビは、生前の記憶を引き継いでいる。全身の筋肉が鋼のように堅くなっており、嵐の攻撃も通じないが、背中の傷を攻撃されると筋肉がしぼんで弱体化する。
関ヶ原の戦いを長引かせて大量の死体を得るべく、援軍に向かっていた秀忠を足止めするのが任務。その為に佐助の姿で真田の懐に潜りこみ、猿真似で昌幸を操って秀忠軍を城内に招き入れて攻撃を仕掛けた。嵐との戦いでは鉄壁の防御で優位に立つも、蓬莱眼で弱点の傷を発見されてそこを攻撃され、弱体化したところに影うつしを受けて敗北し、佐助の姿に戻った。
佐助（）
猿の人間態であり、素体となった男。元は戦によって身寄りを亡くした孤児であり、子ザルの「こすけ」と共に真田の人間と親しく育った。15年前（1585年）の第一次上田合戦に巻き込まれて死んでおり（猿の弱点である傷は、この時の致命傷）、こすけも骨餓身丸に殺され、猿に改造された。
嵐に敗れたことで人間の心を取り戻し、ハヤテに礼を述べて息を引き取る。
暁闇（）
魔神斎直属の蝙蝠の化身忍者で、その存在は骨餓身丸も知らなかった。一人称は「拙者」。西洋剣を使った闇夜の空中戦を得意とし、卑怯な手を嫌う。外見や武器が『アクマイザー3』のイビルに似ている。
若月 亜煉（）
暁闇の人間態。黒馬を駆る。二連装拳銃「暁銃（）」と、化身後も用いる西洋剣を武器とする。左手を顔の前にかざして「暁変化」と叫ぶことで暁闇に化身する。
本人の回想によれば西洋魔人衆であり、幼少期は周囲との外見の違いから虐められることも多かった為、種子島銃の作成に没頭していた。また、血車党から奴隷同然の扱いを受けていたらしく、母親が血車党に人質に取られていると思われる。
銀狐（）
狐の化身忍者。狐火を飛ばして対象を爆砕する。

### 単行本一覧
1巻 2017年5月11日発行 ISBN 978-4-8458-48881
初回限定版には、にわのによる読み切り漫画『超人バロム・1』を掲載。特撮TV版の35年後・当時の主人公達の子供世代の闘いを描く。登場魔人はクチビルゲ。
2巻 2018年7月11日発行 ISBN 978-4-8458-5327-4